# Henbury, Bristol
Henbury är en stadsdel i Bristol i England. Stadsdelen hade 10 699 invånare år 2011. Henbury var en civil parish fram till 1935 när blev den en del av Bristol, Almondsbury och Redwick and Northwick. Civil parish hade 2 823 invånare år 1931. Byn nämndes i Domedagsboken (Domesday Book) år 1086, och kallades då Henberie.